# Torri Di Vittorio
Le Torri Di Vittorio sono una coppia di torri attigue, ad uso residenziale, che sorgono nel quartiere di Pietra Alta, alla periferia nord di Torino. Per l'esattezza, il complesso si trova nei pressi dell'ex piazzale del dazio, nel triangolo compreso fra corso Vercelli, corso Giulio Cesare e via Stefano Tempia.

## Storia
Progettate su commissione del Comune di Torino dalla Cooperativa Polithema, le due coppie di torri furono realizzate dalla Cooperativa Giuseppe Di Vittorio nel 1980 come edifici pubblici ad uso residenziale. Rappresentarono per Torino uno dei più evidenti segni di espansione urbana e, sotto la spinta dell'edilizia popolare di quegli anni, una delle più imponenti realizzazioni di edifici ad uso pubblico. 
Le Torri sono un segno dell'allargamento urbano torinese, dovuto essenzialmente al flusso migratorio proveniente dal meridione d'Italia, flusso formato da numerosi cittadini che, attratti da prospettive di lavoro mancanti nelle loro terre d'origine, si dirigevano dunque nel settentrione d'Italia, motivo che comportò la costruzione di molti nuovi edifici capaci di contenere il nuovo numero di residenti a Torino. 
Durante i Giochi Olimpici Invernali Torino 2006, le torri furono illuminate nelle ore serali, con colorazioni giallo-blu, colori simbolo della città di Torino.

## Caratteristiche progettuali
Le torri sorgono sull'area una volta occupata dal dazio nord e, alte circa 70 metri, sono annoverate tra gli edifici più alti del capoluogo piemontese.
Esse rappresentano un primo esempio di un'edilizia pubblica innovativa, poiché sono state realizzate utilizzando la tecnologia coffrage tunnel in cemento armato, già usata in Francia. 

Gli edifici si compongono di due moduli doppi di torri che contano 21 piani sormontati da un tetto pensile su cui campeggiano due grandi insegne pubblicitarie.

Le torri sono di particolare impatto visivo, in quanto sono il primo elemento architettonico significativo per coloro che entrano in città dall'autostrada A4 Torino-Milano, che termina proprio in corrispondenza dell'area degli edifici.